# Nuevo Tampico
Nuevo Tampico är en ort i Mexiko.   Den ligger i kommunen Jiménez och delstaten Chihuahua, i den centrala delen av landet, 1 100 km nordväst om huvudstaden Mexico City. Nuevo Tampico ligger 1 327 meter över havet och antalet invånare är 193.
Terrängen runt Nuevo Tampico är platt åt sydväst, men åt nordost är den kuperad. Runt Nuevo Tampico är det mycket glesbefolkat, med 3 invånare per kvadratkilometer. Närmaste större samhälle är Torreoncitos, 3,7 km öster om Nuevo Tampico. Trakten runt Nuevo Tampico består till största delen av jordbruksmark.